# Linnaemya sarcophagoides
Linnaemya sarcophagoides là một loài ruồi trong họ Tachinidae.